# Liste des monuments historiques de Camargue
Cet article recense les monuments historiques de Camargue, en France.

## Statistiques
Au 31 décembre 2009, la Camargue compte 44 immeubles protégés au titre des monuments historiques, soit 12 classés et 32 inscrits. La liste suivante les recense, organisés par commune.
Le graphique suivant résume le nombre de protections par décennies (ou par année avant 1880) :

## Liste

### Gard
| Monument                                                                                             | Commune                 | Adresse                                                       | Coordonnées                      | Notice         | Protection             | Date      | Illustration                                                                                         |
| --- | ----------------------- | ------------------------------------------------------------- | -------------------------------- | -------------- | ---------------------- | --------- | --- |
| Église Notre Dame des Sablons d'Aigues-Mortes                                                        | Aigues-Mortes           | Rue Paul Bert                                                 | 43° 33′ 57″ nord, 4° 11′ 37″ est | « PA00102940 » | Inscription            | 1949      | Église Notre Dame des Sablons d'Aigues-Mortes                                                        |
| Plan des Théâtres                                                                                    | Aigues-Mortes           |                                                               | 43° 45′ 21″ nord, 4° 08′ 55″ est | « PA00125478 » | Inscription            | 1993      | Image manquante Téléverser                                                                           |
| Remparts                                                                                             | Aigues-Mortes           |                                                               | 43° 34′ 10″ nord, 4° 11′ 40″ est | « PA00102942 » | Classement             | 1903      | Remparts                                                                                             |
| Maison                                                                                               | Aigues-Mortes           | Gambetta (boulevard) 25, 25bis                                | 43° 33′ 56″ nord, 4° 11′ 32″ est | « PA00102941 » | Inscription            | 1949      | Image manquante Téléverser                                                                           |
| Chapelle des Pénitents blancs d'Aigues-Mortes                                                        | Aigues-Mortes           | République (rue de la)                                        | 43° 34′ 01″ nord, 4° 11′ 31″ est | « PA00102938 » | Classement             | 2007      | Chapelle des Pénitents blancs d'Aigues-Mortes                                                        |
| Chapelle de la confrérie des Pénitents-Gris                                                          | Aigues-Mortes           | Rouget-de-l'Isle (rue) ; Paul-Bert (au carrefour avec la rue) | 43° 33′ 57″ nord, 4° 11′ 36″ est | « PA00102939 » | Classement             | 1994      | Chapelle de la confrérie des Pénitents-Gris                                                          |
| Vestiges archéologiques                                                                              | Aigues-Vives            | Lieu-dit "Cimetière de Pataran"                               | 43° 43′ 18″ nord, 4° 12′ 23″ est | « PA00102943 » | Classement             | 1973      | Image manquante Téléverser                                                                           |
| Château de Teillan                                                                                   | Aimargues               | Chemin de Teillan                                             | 43° 39′ 35″ nord, 4° 11′ 23″ est | « PA00102946 » | Inscrit                | 1995      | Château de Teillan                                                                                   |
| Stèles funéraires antiques                                                                           | Aimargues               | Chemin du cimetière                                           | 43° 41′ 12″ nord, 4° 12′ 54″ est | « PA00102947 » | Classé                 | 1978      | Image manquante Téléverser                                                                           |
| Prieuré Saint-Vincent-de-Broussan                                                                    | Bellegarde              |                                                               | 43° 44′ 19″ nord, 4° 28′ 03″ est | « PA00103024 » | Inscription Classement | 1984 1984 | Prieuré Saint-Vincent-de-Broussan                                                                    |
| Église Saint-Étienne du Cailar                                                                       | Le Cailar               |                                                               | 43° 40′ 32″ nord, 4° 14′ 10″ est | « PA00103029 » | Inscription            | 1951      | Église Saint-Étienne du Cailar                                                                       |
| Arènes du Cailar                                                                                     | Le Cailar               |                                                               | 43° 40′ 26″ nord, 4° 14′ 06″ est | « PA00125482 » | Inscription            | 1993      | Image manquante Téléverser                                                                           |
| Pont suspendu dit ancien pont de Fourques (également sur commune d'Arles, dans les Bouches-du-Rhône) | Fourques                | C.D. 35                                                       | 43° 41′ 17″ nord, 4° 36′ 47″ est | « PA00103055 » | Inscription            | 1988      | Pont suspendu dit ancien pont de Fourques (également sur commune d'Arles, dans les Bouches-du-Rhône) |
| Château de Fourques                                                                                  | Fourques                |                                                               | 43° 41′ 39″ nord, 4° 36′ 44″ est | « PA00103054 » | Classement             | 1913      | Image manquante Téléverser                                                                           |
| Phare de l'Espiguette                                                                                | Le Grau-du-Roi          |                                                               | 43° 29′ 16″ nord, 4° 08′ 31″ est | « PA30000089 » | inscrit                | 1866      | Phare de l'Espiguette                                                                                |
| Maison romane                                                                                        | Saint-Gilles            | Maison Romane (place de la)                                   | 43° 40′ 37″ nord, 4° 25′ 52″ est | « PA00103209 » | Classement             | 1862      | Maison romane                                                                                        |
| Mas de Liviers                                                                                       | Saint-Gilles            |                                                               | 43° 40′ 37″ nord, 4° 25′ 52″ est | « PA00103216 » | Inscription            | 1935      | Image manquante Téléverser                                                                           |
| Église de Saint-Gilles                                                                               | Saint-Gilles            |                                                               | 43° 40′ 36″ nord, 4° 25′ 56″ est | « PA00103208 » | Classement             | 1840      | Église de Saint-Gilles                                                                               |
| Domaine d'Espeyran                                                                                   | Saint-Gilles            |                                                               | 43° 38′ 38″ nord, 4° 24′ 13″ est | « PA00103207 » | Inscription            | 2009      | Domaine d'Espeyran                                                                                   |
| Chapelle Sainte-Colombe                                                                              | Saint-Gilles            |                                                               | 43° 41′ 54″ nord, 4° 21′ 03″ est | « PA00103206 » | Inscription            | 1949      | Image manquante Téléverser                                                                           |
| Maison                                                                                               | Saint-Gilles            | Liberté (place de la) 5 ; Lamartine (rue)                     | 43° 40′ 39″ nord, 4° 25′ 50″ est | « PA00103215 » | Inscription            | 1963      | Image manquante Téléverser                                                                           |
| Maison                                                                                               | Saint-Gilles            | Ernest-Blanc (place) 5                                        | 43° 40′ 35″ nord, 4° 26′ 00″ est | « PA00103211 » | Inscription            | 1964      | Image manquante Téléverser                                                                           |
| Maison                                                                                               | Saint-Gilles            | Liberté (place de la)                                         | 43° 40′ 39″ nord, 4° 25′ 51″ est | « PA00103214 » | Inscription            | 1949      | Image manquante Téléverser                                                                           |
| Abbaye (ancienne)                                                                                    | Saint-Gilles            | Dîme (rue de la) ; Cloître (impasse du) 4, 7                  | 43° 40′ 35″ nord, 4° 25′ 54″ est | « PA00103205 » | Inscription Classement | 1949 1984 | Abbaye (ancienne)                                                                                    |
| Maison                                                                                               | Saint-Gilles            | Baudin (rue) 4                                                | 43° 40′ 37″ nord, 4° 25′ 51″ est | « PA00103210 » | Inscription            | 1963      | Image manquante Téléverser                                                                           |
| Maison                                                                                               | Saint-Gilles            | Grande-Rue ; Hôtel-de-Ville (rue de l')                       | 43° 40′ 38″ nord, 4° 25′ 55″ est | « PA00103212 » | Inscription            | 1949      | Image manquante Téléverser                                                                           |
| Maison                                                                                               | Saint-Gilles            | Hôtel-de-Ville (rue de l') 31                                 | 43° 40′ 37″ nord, 4° 26′ 00″ est | « PA00103213 » | Inscription            | 1936      | Image manquante Téléverser                                                                           |
| Abbaye de Psalmodie                                                                                  | Saint-Laurent-d'Aigouze |                                                               | 43° 38′ 07″ nord, 4° 11′ 46″ est | « PA00103221 » | Inscription Classement | 1984 1984 | Image manquante Téléverser                                                                           |
| Fort de Peccais                                                                                      | Saint-Laurent-d'Aigouze |                                                               | 43° 30′ 30″ nord, 4° 15′ 32″ est | « PA00103222 » | Inscription            | 1978      | Fort de Peccais                                                                                      |
| Tour Carbonnière                                                                                     | Saint-Laurent-d'Aigouze |                                                               | 43° 35′ 32″ nord, 4° 12′ 34″ est | « PA00103223 » | Classement             | 1889      | Tour Carbonnière                                                                                     |
| Arènes de Saint-Laurent-d'Aigouze                                                                    | Saint-Laurent-d'Aigouze | République (place de la)                                      | 43° 38′ 03″ nord, 4° 11′ 43″ est | « PA00125486 » | Inscription            | 1993      | Image manquante Téléverser                                                                           |
| Château de Calvières                                                                                 | Saint-Laurent-d'Aigouze | Blanqui (rue) 1 ; République (place de la) 164                | 43° 38′ 03″ nord, 4° 11′ 42″ est | « PA30000035 » | Inscription            | 2001      | Image manquante Téléverser                                                                           |
| Chapelle de Montcalm                                                                                 | Vauvert                 |                                                               | 43° 34′ 20″ nord, 4° 18′ 42″ est | « PA30000031 » | Inscription            | 2000      | Image manquante Téléverser                                                                           |

### Bouches-du-Rhône
| Monument                                                   | Commune                   | Adresse                               | Coordonnées                      | Notice         | Protection | Date | Illustration                                               |
| ---------------------------------------------------------- | ------------------------- | ------------------------------------- | -------------------------------- | -------------- | ---------- | ---- | ---------------------------------------------------------- |
| Verrerie de Trinquetaille                                  | Arles                     |                                       | 43° 39′ 25″ nord, 4° 37′ 15″ est | « PA00081194 » | Classé     | 1987 | Verrerie de Trinquetaille                                  |
| Phare de Faraman                                           | Arles                     |                                       | 43° 21′ 52″ nord, 4° 41′ 13″ est | « PA13000063 » | inscrit    | 1889 | Phare de Faraman                                           |
| Entrepôts maritimes de la Compagnie générale de navigation | Port-Saint-Louis-du-Rhône | 13 quai Bonnardel 8-10 avenue Reybert | 43° 23′ 09″ nord, 4° 48′ 15″ est | « PA13000029 » | Inscrit    | 1999 | Entrepôts maritimes de la Compagnie générale de navigation |
| Tour Saint-Louis                                           | Port-Saint-Louis-du-Rhône |                                       | 43° 23′ 04″ nord, 4° 48′ 19″ est | « PA00081411 » | Inscrit    | 1942 | Tour Saint-Louis                                           |
| Château d'Avignon                                          | Saintes-Maries-de-la-Mer  | Route d'Arles                         | 43° 33′ 30″ nord, 4° 24′ 37″ est | « PA00081454 » | Classé     | 2003 | Château d'Avignon                                          |
| Croix de Méjanes                                           | Saintes-Maries-de-la-Mer  |                                       | 43° 34′ 11″ nord, 4° 30′ 16″ est | « PA00081455 » | Classé     | 1941 | Croix de Méjanes                                           |
| Église de Notre-Dame-de-la-Mer                             | Saintes-Maries-de-la-Mer  |                                       | 43° 27′ 06″ nord, 4° 25′ 40″ est | « PA00081456 » | Classé     | 1840 | Église de Notre-Dame-de-la-Mer                             |
| Mas de Méjanes                                             | Saintes-Maries-de-la-Mer  |                                       | 43° 34′ 11″ nord, 4° 30′ 16″ est | « PA00081457 » | Inscrit    | 1941 | Mas de Méjanes                                             |